# Éric Abidal
Éric-Sylvain Bilal Abidal (kurz Éric Abidal; * 11. September 1979 in Lyon) ist ein ehemaliger französischer Fußballspieler mit martiniquinischer Abstammung. Abidal spielte als Innen- oder Linksverteidiger in der französischen Nationalmannschaft und stand während seiner Karriere unter anderem beim AS Monaco, dem OSC Lille, Olympique Lyon, dem FC Barcelona und Olympiakos Piräus unter Vertrag.

## Karriere

### Verein
Abidal begann bei Cascol Oullins mit dem Fußballspielen und wechselte später zu AS Lyon Duchère, beides Amateurvereine aus Lyon. 2000 verpflichtete ihn AS Monaco, für die er am 16. September 2000 im Spiel gegen den FC Toulouse sein Pflichtspieldebüt absolvierte. 2002 holte ihn Claude Puel, der ihn schon in Monaco trainiert hatte, zum OSC Lille. War er zunächst nur ausgeliehen worden, nahm der Verein die Kaufoption wahr. 2004 kehrte Abidal in seinen Geburtsort zurück und unterschrieb einen Vierjahresvertrag bei Olympique Lyon. Für Lyon erzielte Abidal zwei Pflichtspieltreffer, einen im französischen Pokal und einen im französischen Ligapokal.
Im Sommer 2007 wechselte er für 15 Millionen Euro zum FC Barcelona und erhielt dort einen Vierjahresvertrag. Er wurde im ersten Jahr bei den Katalanen 46-mal eingesetzt. In seiner zweiten Saison bestritt er 30 Spiele und gewann mit seiner Mannschaft das Triple. Den Sieg seines Teams im Champions-League-Finale 2009 musste Abidal jedoch von der Tribüne aus verfolgen, da er im Halbfinalrückspiel gegen den FC Chelsea nach einem Foulspiel an Nicolas Anelka eine Rote Karte gesehen hatte. In seiner dritten Saison bei den Katalanen war er trotz der Verpflichtung von Maxwell am Anfang der Saison erste Wahl. Barcelona verlängerte daraufhin am 25. November 2009 den Vertrag mit Abidal um ein Jahr bis 2012. Im Februar 2010 zog sich Abidal eine Knieverletzung zu, die ihn für zwei Monate außer Gefecht setzte. Anschließend plagte ihn eine Leistenverletzung, durch die er im Laufe der Saison seinen Stammplatz zu Gunsten von Maxwell verlor. In der Saison 2010/11 eroberte er sich seinen Stammplatz zurück und rückte nach der Verletzung von Carles Puyol in die Position des Innenverteidigers. Am 5. Januar 2011 erzielte er im Pokal-Rückspiel gegen Athletic Bilbao im Stadion San Mamés sein erstes Tor im Trikot des FC Barcelona. Das Spiel endete 1:1 und der FC Barcelona zog aufgrund der Auswärtstorregel in die nächste Runde ein.
Am 15. März 2011 gab der FC Barcelona bekannt, dass ein Tumor in Abidals Leber entdeckt worden sei. Zwei Tage später wurde dieser ohne Komplikationen entfernt. Die Ärzte prognostizierten ihm eine Pause von mehreren Monaten. Doch schon Anfang Mai 2011 wurde Abidal in das Aufgebot für das Champions-League-Rückspiel gegen Real Madrid berufen und unter stehenden Ovationen der Zuschauer in der 90. Spielminute für Carles Puyol eingewechselt. Im Finale des Wettbewerbs war er Teil der Startformation und nahm, von Carles Puyol kurzerhand zum Kapitän bestimmt, als Erster den gewonnenen Pokal entgegen.
Anfang Februar 2012 verlängerte Abidal seinen Vertrag bei Barcelona bis 2013. Der Vertrag umfasste zudem die Option einer jeweils jährlichen Verlängerung bis 2015. Am 9. April 2012 unterzog sich Abidal aufgrund seiner Krebserkrankung einer Lebertransplantation. Er und sein Spender, ein Cousin, überstanden die Operation gut. Sechs Monate später absolvierte Abidal Anfang Oktober 2012 seine erste Trainingseinheit nach der Transplantation, zwei weitere Monate später kehrte er ins Mannschaftstraining zurück. Am 21. Februar 2013 erklärten ihn die Vereinsärzte für spielfähig. Sein Comeback absolvierte er am 6. April 2013, als er beim 5:0-Erfolg gegen RCD Mallorca in der 70. Minute eingewechselt wurde.
Am 30. Mai 2013 erklärte Abidal, er werde Barcelona nach sechs Jahren verlassen, da sein zum Saisonende auslaufender Vertrag nicht verlängert werde, obwohl er gern geblieben wäre. Im Juli 2013 unterschrieb er bei der AS Monaco einen Einjahresvertrag mit Option auf ein weiteres Jahr.
Zur Saison 2014/15 wechselte Abidal zu Olympiakos Piräus in die griechische Super League. Nach neun Liga- und sechs Champions-League-Einsätzen für Olympiakos beendete Abidal im Alter von 35 Jahren mit einem 5:0-Auswärtssieg gegen FC Kalloni am 20. Dezember 2014 seine Karriere.
Ab der Saison 2018/19 war Abidal Geschäftsführer Sport beim FC Barcelona, nachdem er ein Jahr zuvor schon zum „Botschafter“ des Vereins ernannt worden war. Nach der 2:8-Niederlage im Viertelfinale der Champions League wurde er am 18. August 2020 entlassen.

### Nationalmannschaft
Éric Abidal wurde am 18. August 2004 zum ersten Mal in der französischen Nationalmannschaft eingesetzt, als die Mannschaft gegen Bosnien und Herzegowina spielte. Langsam erarbeitete sich Abidal einen Stammplatz als linker Außenverteidiger. Er setzte sich auf dieser Position gegen Mikaël Silvestre durch.
Er gehörte auch zum 23-köpfigen Kader für die WM 2006. In Deutschland bekam er in den ersten beiden Gruppenspielen eine Gelbe Karte, was Abidal zum Zusehen im letzten Gruppenspiel zwang. Er konnte ansonsten in jedem Spiel der WM der Franzosen bis ins Finale teilnehmen und spielte bei seinen Spielen immer durch. Im Finale gegen Italien konnte Abidal seinen Elfmeter beim Elfmeterschießen zum 4:3 verwandeln. Frankreich verlor trotzdem und wurde Vizeweltmeister.
Bei der EM-Endrunde 2008 gehörte er gleichfalls zum französischen Aufgebot. Nach einem enttäuschenden Beginn gegen Rumänien, wurde Abidal im folgenden Gruppenspiel gegen Niederlande nicht eingesetzt. Im letzten und entscheidenden Gruppenspiel wurde er nach nur 24 Minuten zur tragischen Figur des Spiels, indem er nach einer Notbremse an Luca Toni vom Platz gestellt wurde. Frankreich schied in der Gruppenphase als Gruppenletzter aus.
Auch für die WM 2010 wurde Abidal von Raymond Domenech in den 23-köpfigen Kader berufen. Bei der WM enttäuschten die Bleus auf der ganzen Linie und verabschiedeten sich als Gruppenletzte frühzeitig aus dem Turnier. Einem 0:0 gegen Uruguay folgte ein 0:2 gegen Mexiko, bei dem Abidal das letzte Tor mitverschuldete. Bei der abschließenden Niederlage gegen Gastgeber Südafrika gehörte Abidal nicht mehr zur Startformation. Domenechs Nachfolger Laurent Blanc setzte weiterhin auf den Außenverteidiger, der bis Februar 2012 in weiteren elf Länderspielen zum Einsatz kam.

## Erfolge
Verein:
- Französische Meisterschaft: 2005, 2006, 2007
- Trophée des Champions: 2005, 2006, 2007
- Spanische Meisterschaft: 2009, 2010, 2011, 2013
- Copa del Rey: 2009
- Supercopa de España: 2009, 2010, 2011
- Griechischer Meister: 2015
- Griechischer Pokalsieger: 2015
- UEFA Champions League: 2009, 2011
- UEFA Super Cup: 2009, 2011
- FIFA-Klub-Weltmeisterschaft: 2009, 2011

Nationalmannschaft:
- Vize-Weltmeister: 2006

Individuell:
- UEFA Team of the Year: 2007
- Bester Verteidiger der spanischen Liga: 2011

## Sonstiges
Abidal heiratete im Jahr 2007 die Algerierin Hayet, mit der er zwei Töchter (* 2004 und * 2006) hat.
Er konvertierte im Jahr 2003 zum Islam und nahm den muslimischen Namen Bilal an.